# Бутано-оманские отношения
Бутано-оманские отношения — двусторонние дипломатические отношения между Королевством Бутан и Султунатом Оман.

## Сравнительная характеристика
|                    | Оман                          | Бутан                        |
| ------------------ | ----------------------------- | ---------------------------- |
| Население          | 4 829 480 человек             | 787 424 человек              |
| Площадь            | 309 500±1 квадратный километр | 38 394,0 квадратный километр |
| Часовой пояс       | UTC+4:00, Asia/Muscat         | UTC+6:00, Бутанское время    |
| Столица            | Маскат                        | Тхимпху                      |
| Форма правления    | абсолютная монархия           | конституционная монархия     |
| Официальный язык   | арабский язык                 | дзонг-кэ                     |
| Основная религия   | ислам                         | буддизм                      |
| Дата независимости | 23 июля 1970 года             | 8 августа 1949 года          |

## История
Бутан и Султанат Маскат исторически были британскими протекторатами.
29 сентября 2010 на 65-й сессии Генеральной Ассамблее ООН делегация Бутана провела двусторонние встречи с делегацией Омана. Королевство Бутан и Султанат Оман, в целях укрепления и развития взаимовыгодных отношений, официально установили дипломатические отношения 15 марта 2013 года. Совместное коммюнике об установлении дипломатических отношений было подписано между Лхату Вангчуком, послом и постоянным представителем Бутана при ООН, и Люта аль-Мугайри, послом и постоянным представителем Омана при ООН, в Постоянном представительстве Омана в Нью-Йорке. На церемонии подписания послы двух стран выразили заинтересованность своих правительств в тесном сотрудничестве в двусторонней и многосторонней областях. Они выразили желание ещё больше углубить нынешний уровень сотрудничества между двумя странами в ООН и на других многосторонних форумах. Послы также обсудили возможность обмена двусторонними визитами между двумя странами. Оман стал 52 страной, с которой Бутан установил дипломатические отношения.
В 2017 году «Drupthop Education Consultancy & Placement Firm», консультационная компания по образованию, незаконно направила пять бутанских женщин в качестве домработниц в ОАЭ и Оман, где они подвергались жестокому обращению. Одну женщину смогли вернуть домой, тогда как остальных четырёх посольство Бутана в Кувейте пообещало вернуть домой.
16 января 2020 года Король Бутана выразил свои соболезнования в связи со смертью Кабуса бен Саида, отметив, что «он был мудрым и рациональным лидером, который добился процветания Султаната и способствовал миру и гармонии в регионе, а также что смерть стала большой потерей для Султаната и всего мира».
В 2021 шейх Халифа бин Али аль-Харти, заместитель министра по дипломатическим вопросам Министерства иностранных дел Омана, посетил Институт дипломатической службы Сушма Сварадж, где выступил и пообщался c двумя бутанскими дипломатами.
В 2022 году в Бутане 30 человек обвинялись в продаже 183 бутанских женщин в две ближневосточные страны — 174 были вывезены в Ирак, а девять — в Оман.
Традиционно, Султанаты Омана направляют телеграмму с поздравлениями королю Королевства Бутан Джигме Кхесар Намгьял Вангчуку по случаю национального дня Бутана, где они выражают свои искренние поздравления и наилучшие пожелания королю Вангчуку и «дружественному народу» своей страны. Обе страны рассматривают возможность принятия соответствующих мер по аккредитации нерезидентов.

## Туризм
Из-за пандемии COVID-19 был ограничен туризм между странами, Бутанское правительство посоветовало воздержаться от транзита или передвижения через Оман. Спустя время, 1 566 бутанцев решили вернуться домой, большинство которых было из Кувейта, Катара, Объединённых Арабских Эмиратов, Бахрейна и Омана.

## Экономика
В 2016 году из-за жесткой конкуренции со стороны Омана и Таиланда в Бутане произошло резкое снижение местных продаж гипса, поскольку «рынок гипса из Бутана сократился, так как многие предпочитают гипс из Омана из-за его качества. Гипс из Омана имеет самый высокий уровень чистоты сульфата кальция и низкое содержание влаги».
В 2017 году Оман импортировал одежду из Бутана на сумму $1,74 тысяч.
В 2020 году торгово-промышленная палата Бутана (BCCI) и Оман приняла участие в виртуальной выставке «6th India Farm 2 Fork-International Conference, Exhibition and Buyer Seller Meet».

## Спорт

### Футбол
Бутанская сборная по футболу встретилась с оманской 30 марта 2017 года в спортивном комплексе Sultan Qaboos в Маскате. В азиатском отборочном матче АФК против Омана, возглавляемом немецким тренером, Бутан потерпел поражение со счётом «14:0» в первой игре квалификации. Бутанский тренер Торстен Шпиттлер заявил, что ситуация в команде стала сложной: «я никогда раньше не проигрывал с таким разрывом ни как игрок, ни даже как ребенок. Для меня это был совершенно новый опыт, и, честно говоря, я до сих пор не могу объяснить результат», позже также сказав, что «огромное поражение от Омана — это однодневное событие. Я до сих пор в замешательстве. Я не помню, что произошло в матче с Оманом».
14 ноября 2017 года в последнем домашнем матче отборочного турнира Кубка Азии АФК Бутан проиграл Оману со счетом «2:4» в Чанглимитанге.

### Крикет
Женская сборная Бутана по крикету дебютировала на чемпионате ACC Women’s T20 2009 года в Малайзии. В этом турнире Бутан победил Оман на 101 забег. В 2011 году в чемпионате ACC Women’s T20 Бутан снова победил Оман, но проиграл Кувейту.
9 декабря 2018 года в своем первом матче отборочного турнира Азиатского дивизиона 2 Чемпионата мира по футболу среди юношей до 19 лет сборная Бутана проиграла Оману на 8 калиток.

## Визовая политика
- Подданным Бутана не требуется виза для посещения Омана, поскольку последний предоставил безвизовый 10-дневный въезд (после увеличив до 14 дней[33]) бутанцам в целях стимулирования туризма[34][35].
- Подданным Омана требуется виза, которую необходимо получить до поездки в Бутан. Визы обрабатываются через онлайн-систему лицензированным бутанским туроператором напрямую или через иностранное туристическое агентство. Посетитель должны отправить фото паспорта туроператору, который затем подаст заявление на получение визы. Виза будет обработана Советом по туризму Бутана после полной оплаты (включая визовый сбор в размере 40 долларов США). После получения визовое разрешение будет обработано в течение 72 рабочих часов. В пункте въезда необходимо предъявить письмо о оформлении визы, после чего виза будет проштампована в паспорте[36].

## Дипломатические представительства
- Бутан не представлен в султанате ни на каком уровне[37].
- Оман не представлен в королевстве ни на каком уровне[38].